# Saison 2015-2016 du Metz Handball
Maillots
Chronologie
Saison 2014-2015 du Metz Handball Saison 2016-2017 du Metz Handball
Actualités
Dernière mise à jour : 19 juin 2016.
Cet article détaille la saison 2015-2016 du club de handball féminin du Metz Handball.

## Description
Pour la nouvelle saison, le club se présente avec un effectif largement renouvelé. Autour d'un noyau d'anciennes constitué des internationales françaises Nina Kanto, Grâce Zaadi et Laura Glauser, de l'ailière Jurswailly Luciano et de l'arrière Ana Gros, le club voit arriver les arrières internationales Alice Lévêque et Xenia Smits, la gardienne Marina Rajčić, les ailières Marion Maubon et Camille Aoustin et la pivot Slađana Pop-Lazić, pour tenter de remporter le 20e titre de champion de son histoire,. Au cours de l'automne, Paule Baudouin, très peu utilisée par Jérémy Roussel, trouve un accord avec le club pour résilier son contrat et quitte également Metz.
Après un bon début de saison, marqué notamment par une victoire probante à domicile conte le champion sortant, Fleury Loiret, l'équipe occupe la deuxième place avant la trêve. Le club accepte à ce moment la demande de départ de l'entraîneur, Jérémy Roussel, qui souhaite rejoindre l'équipe masculine de Chartres. Il est remplacé par Emmanuel Mayonnade, libre après le dépôt de bilan de l'Union Bègles-Bordeaux-Mios Biganos à l'automne 2015, qui signe un contrat de 18 mois.

## Transferts
| Nom | Nom                  | Poste          | Provenance/Destination | Provenance/Destination             | Durée |
|     |                      |                | Arrivées               |                                    |       |
|     | Alice Lévêque        | arrière gauche |                        | Union Mios-Biganos-Bègles Handball | 2 ans |
|     | Xenia Smits          | arrière gauche |                        | HSG Blomberg-Lippe                 | 2 ans |
|     | Marina Rajčić        | gardienne      |                        | ŽRK Budućnost Podgorica            | 1 an  |
|     | Marion Maubon        | ailière gauche |                        | Union Mios-Biganos-Bègles Handball | 2 ans |
|     | Camille Aoustin      | ailière gauche |                        | Nantes Loire Atlantique Handball   | 2 ans |
|     | Slađana Pop-Lazić    | pivot          |                        | ES Besançon                        | 2 ans |
|     |                      |                | Départs                |                                    |       |
|     | Gervaise Pierson     | gardienne      |                        | Yutz Handball Féminin              | -     |
|     | Yvette Broch         | pivot          |                        | Győr ETO KC                        | -     |
|     | Lara González Ortega | arrière gauche |                        | Siófok KC                          | -     |
|     | Kristina Liščević    | demi-centre    |                        | Váci NKSE                          | -     |
|     | Sonja Bašić          | arrière        |                        | Váci NKSE                          | -     |
|     | Claudine Mendy       | arrière gauche |                        | HBC Nîmes                          | prêt  |
|     | Paule Baudouin       | ailière gauche |                        | SG BBM Bietigheim                  | -     |
|     | Déborah Kpodar       | arrière gauche |                        | Stella Sports Saint-Maur           | prêt  |
|     | Déborah Dangueuger   | gardienne      |                        | Brest Bretagne Handball            | -     |
|     |                      |                | Prolongations          |                                    |       |

## Effectif
Note : Est indiqué comme étant en sélection nationale toute joueuse ayant participé à au moins un match avec une équipe nationale lors de la saison 2015-2016.

## Parcours en championnat de D1

### Saison régulière
| Journée | Date       | Club recevant                      | Score   | Club visiteur                      | Classement (sur 10) | Points | Rapport          |
| --- | ---------- | ---------------------------------- | ------- | ---------------------------------- | ------------------- | ------ | ---------------- |
| MATCHS ALLER |            |                                    |         |                                    |                     |        |                  |
| J1 | 30.08.2015 | Metz Handball                      | 35 – 30 | Union Bègles Bordeaux-Mios Biganos | 3e                  | 3      | Feuille de match |
| J2 | 06.09.2015 | CJF Fleury Loiret Handball         | 27 – 22 | Metz Handball                      | 4e                  | 4      | Feuille de match |
| J3 | 11.09.2015 | Metz Handball                      | 28 – 21 | Cercle Dijon Bourgogne             | 2e                  | 7      | Feuille de match |
| J4 | 18.09.2015 | Toulon Saint-Cyr HB                | 26 – 26 | Metz Handball                      | 3e                  | 9      | Feuille de match |
| J5 | 26.09.2015 | Metz Handball                      | 32 – 26 | Issy Paris Hand                    | 3e                  | 12     | Feuille de match |
| J6 | 30.09.2015 | HBC Nîmes                          | 23 – 31 | Metz Handball                      | 2e                  | 15     | Feuille de match |
| J7 | 03.10.2015 | Metz Handball                      | 26 – 25 | OGC Nice Handball                  | 2e                  | 18     | Feuille de match |
| J8 | 18.10.2015 | Metz Handball                      | 34 – 33 | Nantes Loire Atlantique Handball   | 2e                  | 21     | Feuille de match |
| J9 | 24.10.2015 | ES Besançon                        | 27 – 35 | Metz Handball                      | 2e                  | 24     | Feuille de match |
| MATCHS RETOUR |            |                                    |         |                                    |                     |        |                  |
| J10 | 31.10.2015 | Union Bègles Bordeaux-Mios Biganos | 22 – 26 | Metz Handball                      | 2e                  | 21     | Feuille de match |
| J11 | 11.11.2015 | Metz Handball                      | 32 – 28 | CJF Fleury Loiret Handball         | 2e                  | 24     | Feuille de match |
| J12 | 06.01.2016 | Cercle Dijon Bourgogne             | 25 – 41 | Metz Handball                      | 1er                 | 27     | Feuille de match |
| J13 | 17.01.2016 | Metz Handball                      | 26 – 24 | Toulon Saint-Cyr HB                | 1er                 | 30     | Feuille de match |
| J14 | 31.01.2016 | Issy Paris Hand                    | 20 – 32 | Metz Handball                      | 1er                 | 33     |                  |
| J15 | 07.02.2016 | Metz Handball                      | 33 – 22 | HBC Nîmes                          | 1er                 | 36     | Feuille de match |
| J16 | 12.02.2016 | OGC Nice Handball                  | 23 – 23 | Metz Handball                      | 1er                 | 38     | Feuille de match |
| J17 | 27.02.2016 | Nantes Loire Atlantique Handball   | 22 – 24 | Metz Handball                      | 1er                 | 41     | Feuille de match |
| J18 | 04.03.2016 | Metz Handball                      | 37 – 25 | ES Besançon                        | 1er                 | 38     | Feuille de match |
| Metz Handball termine 1er de la saison régulière. Le club est directement qualifié pour les demi-finales du championnat (playoffs). |            |                                    |         |                                    |                     |        |                  |
| Légende: Victoire Nul Défaite Score du club                                                                                         |            |                                    |         |                                    |                     |        |                  |

Avec une seule défaite, chez le champion sortant Fleury, et une série de onze victoires consécutives de septembre à février, Metz termine la saison régulière à la première place et se qualifie directement en demi-finale des play-offs pour affronter le vainqueur du quart entre Nice et Besançon.

### Phase finale
En demi-finale contre l'OGC Nice, la rencontre aller est très serrée à l'image des deux rencontres de saison régulières entre les deux équipes. Metz concède le match nul après un arrêt décisif de Cléopâtre Darleux sur un pénalty d'Ana Gros à la dernière seconde. Au retour aux Arènes de Metz, la rencontre tourne rapidement à l'avantage de Metz qui l'emporte de huit buts grâce à ses arrières Ana Gros (10 buts) et Xenia Smits (6 buts), ainsi qu'à Laura Glauser (11 arrêts à 40,7% de réussite).
Pour la finale, Metz retrouve Fleury, champion en titre, qui l'a récemment éliminé en demi-finale de la Coupe de la Ligue française, pour l'affiche attendue entre les deux meilleures équipes du championnat. Pour le premier match à Orléans, Metz remporte une courte victoire au terme d'un match accroché (24-23). Au retour, aux Arènes, Metz remporte devant son public le match retour (29-27) qui lui offre son 20e titre de champion de France. Ce match est notamment le dernier de la capitaine emblématique du club, Nina Kanto, qui prend sa retraite avec un 11e titre personnel.
| Compétition                                 | Tours                        | Opposants                    | Allers                       | Allers                       | Retours                      | Retours                      | Totaux                       | Rapports                     |
| Phase finale du championnat de France       | Exempté des quarts de finale | Exempté des quarts de finale | Exempté des quarts de finale | Exempté des quarts de finale | Exempté des quarts de finale | Exempté des quarts de finale | Exempté des quarts de finale | Exempté des quarts de finale |
| Phase finale du championnat de France       | Demi-finale                  | OGC Nice                     | 23.04.2016                   | 21-21                        | 30.04.2016                   | 28-20                        | 49-41                        |                              |
| Phase finale du championnat de France       | Finale                       | Fleury Loiret                | 14.05.2016                   | 23-24                        | 28.05.2016                   | 29-27                        | 53-50                        |                              |
| Metz Handball est sacré champion de France. |                              |                              |                              |                              |                              |                              |                              |                              |

### Statistiques individuelles
| Rang | Joueuse            | Buts | Tirs | %  | MJ | Moy. |
| ---- | ------------------ | ---- | ---- | -- | -- | ---- |
| 1    | Ana Gros           | 115  | 194  | 59 | 20 | 5,8  |
| 2    | Xenia Smits        | 84   | 150  | 56 | 20 | 4,2  |
| 3    | Slađana Pop-Lazić  | 68   | 94   | 72 | 20 | 3,4  |
| 4    | Grâce Zaadi        | 67   | 131  | 51 | 20 | 3,4  |
| 5    | Jurswailly Luciano | 49   | 75   | 65 | 17 | 2,9  |
| 6    | Marion Maubon      | 44   | 71   | 62 | 20 | 2,2  |
| 7    | Alice Lévêque      | 42   | 77   | 55 | 20 | 2,1  |
| 8    | Laura Flippes      | 29   | 52   | 56 | 12 | 2,4  |
| 9    | Camille Aoustin    | 25   | 37   | 68 | 15 | 1,7  |
| 10   | Nina Kanto         | 23   | 34   | 68 | 13 | 1,8  |
| 11   | Tamara Horacek     | 21   | 44   | 48 | 20 | 1,1  |
| 12   | Lindsey Burlet     | 8    | 14   | 57 | 18 | 0,4  |
| 13   | Paule Baudouin     | 5    | 7    | 71 | 2  | 2,5  |
| 14   | Marie-Hélène Sajka | 4    | 9    | 44 | 9  | 0,4  |

| Position | Nom           | %    | Arrêts | Tirs | MJ | Moy. |
| -------- | ------------- | ---- | ------ | ---- | -- | ---- |
| 1        | Laura Glauser | 37,1 | 181    | 488  | 20 | 9,1  |
| 2        | Marina Rajčić | 34,2 | 78     | 228  | 17 | 4,6  |

## Parcours européen
Vainqueur de la coupe de France 2015, Metz Handball est directement qualifié pour la coupe d'Europe des vainqueurs de coupe 2015-2016. À la fin de la saison, le club dépose néanmoins une demande d'invitation pour participer à la Ligue des champions 2015-2016, demande qui est rejetée par l'EHF. Après une défaite de 7 buts au Danemark, Metz est éliminé de la coupe d'Europe dès son entrée en lice, malgré une courte victoire à l'aller.
| Compétition      | Tours                                               | Opposants                | Allers                   | Allers                   | Retours                  | Retours                  | Totaux                   | Rapports                 |
| Coupe des coupes | Exempté du deuxième tour                            | Exempté du deuxième tour | Exempté du deuxième tour | Exempté du deuxième tour | Exempté du deuxième tour | Exempté du deuxième tour | Exempté du deuxième tour | Exempté du deuxième tour |
| Coupe des coupes | 3e tour                                             | Viborg HK                | 14.11.2015               | 26-24                    | 21.11.2015               | 21-28                    | 47-52                    | Rapports                 |
| Coupe des coupes | Metz Handball est éliminé au 3e tour par Viborg HK. |                          |                          |                          |                          |                          |                          |                          |

| Rang | Joueuse            | Buts | MJ | Moy. |
| ---- | ------------------ | ---- | -- | ---- |
| 1    | Ana Gros           | 15   | 2  | 7,5  |
| 2    | Xenia Smits        | 6    | 2  | 3,0  |
| 2    | Nina Kanto         | 6    | 2  | 3,0  |
| 4    | Grâce Zaadi        | 5    | 2  | 2,5  |
| 5    | Jurswailly Luciano | 4    | 2  | 2,0  |
| 5    | Tamara Horacek     | 4    | 2  | 2,0  |
| 7    | Slađana Pop-Lazić  | 3    | 2  | 1,5  |
| 7    | Camille Aoustin    | 3    | 2  | 1,5  |
| 9    | Alice Lévêque      | 1    | 2  | 0,5  |

## Coupe de France
| Tours                                                                    | Lieu               | Date       | Opposants               | Score           | Rapports |
| 8e de finale                                                             | Les Arènes, Metz   | 23.01.2016 | Cercle Dijon Bourgogne  | 29-19           | Rapport  |
| Quart de finale                                                          | Les Arènes, Metz   | 03.02.2016 | HBC Nîmes               | 30-28 (5 tab 3) | Rapport  |
| Demi-finale                                                              | Brest Arena, Brest | 20.04.2016 | Brest Bretagne Handball | 18-21           | Rapport  |
| Metz Handball est éliminé en demi-finale par le Brest Bretagne Handball. |                    |            |                         |                 |          |

| Rang | Joueuse            | Buts | MJ | Moy. |
| ---- | ------------------ | ---- | -- | ---- |
| 1    | Ana Gros           | 19   | 3  | 6,3  |
| 2    | Xenia Smits        | 10   | 3  | 3,3  |
| 3    | Tamara Horacek     | 8    | 3  | 2,7  |
| 3    | Nina Kanto         | 8    | 3  | 2,7  |
| 5    | Marion Maubon      | 7    | 3  | 2,3  |
| 5    | Laura Flippes      | 7    | 3  | 2,3  |
| 6    | Slađana Pop-Lazić  | 5    | 3  | 1,7  |
| 6    | Jurswailly Luciano | 5    | 3  | 1,7  |
| 8    | Camille Aoustin    | 3    | 2  | 1,5  |
| 8    | Alice Lévêque      | 3    | 3  | 1,0  |
| 10   | Grâce Zaadi        | 2    | 3  | 0,7  |
| 11   | Lindsey Burlet     | 0    | 3  | 0,0  |
| 11   | Manon Entriger     | 0    | 1  | 0,0  |

## Coupe de la Ligue
Après avoir écarté Nantes aux Arènes (30-22), Metz Handball se présente face à Fleury en demi-finale lors du tour principal de la coupe de la Ligue. Les deux équipes, qui ont terminé aux deux premières places de la phase régulière du championnat, se retrouvent pour la troisième fois de la saison. Au cours d'un match intense et spectaculaire, c'est finalement Fleury qui s'impose (27-26) et rejoint Nice en finale. 
| Tours                                                                | Lieu                    | Date                    | Opposants                        | Score                   | Rapports                |
| 8e de finale                                                         | exempté du premier tour | exempté du premier tour | exempté du premier tour          | exempté du premier tour | exempté du premier tour |
| Quart de finale                                                      | Les Arènes, Metz        | 27.01.2016              | Nantes Loire Atlantique Handball | 30-22                   | Rapport                 |
| Demi-finale                                                          | Arena Loire, Trélazé    | 26.03.2016              | Fleury Loiret Handball           | 26-27                   | Rapport                 |
| Metz Handball est éliminé en demi-finale par Fleury Loiret Handball. |                         |                         |                                  |                         |                         |

| Rang | Joueuse            | Buts | MJ | Moy. |
| ---- | ------------------ | ---- | -- | ---- |
| 1    | Ana Gros           | 21   | 2  | 10,5 |
| 2    | Xenia Smits        | 12   | 2  | 6,0  |
| 3    | Camille Aoustin    | 6    | 2  | 4,0  |
| 4    | Nina Kanto         | 4    | 2  | 2,0  |
| 4    | Jurswailly Luciano | 4    | 2  | 2,0  |
| 6    | Slađana Pop-Lazić  | 3    | 2  | 1,5  |
| 6    | Grâce Zaadi        | 3    | 2  | 1,5  |
| 8    | Marion Maubon      | 2    | 2  | 1,0  |
| 9    | Laura Flippes      | 1    | 2  | 0,5  |
| 10   | Tamara Horacek     | 0    | 2  | 0,0  |
| 10   | Lindsey Burlet     | 0    | 2  | 0,0  |
| 10   | Alice Lévêque      | 0    | 2  | 0,0  |